# Olympische Winterspiele 2006/Bob – Viererbob (Männer)
Der Viererbob der Männer bei den Olympischen Winterspielen 2006 wurde als Wettbewerb mit vier Läufe ausgetragen. Die ersten beiden Durchgänge fanden am 24. Februar statt, der dritte und vierte Lauf am Folgetag. Durchgeführt wurde der Wettbewerb im Cesana Pariol in Cesana Torinese.
Der deutsche Pilot André Lange konnte seinen olympischen Titel aus dem Jahr 2002 erfolgreich verteidigen. Im Vergleich zu seinem Sieg vor vier Jahren war nur Kevin Kuske mit im großen Bob. Für seine beiden weiteren Anschieber René Hoppe und Martin Putze war es der erste Olympiasieg. Die Mannschaft war exakt dieselbe, die in der Vorsaison den Weltmeistertitel holte. Silber holte der russische Bob um Alexander Subkow, auf Platz drei kam der Schweizer Martin Annen.

## Wettkampfverlauf
Seriensieger André Lange, der seit den letzten Spielen alle drei Weltmeistertitel im Viererbob gewann, setzte sich gleich im ersten Lauf an die Spitze. Allerdings betrug sein Vorsprung auf Vizeweltmeister Subkow nur zwei Hundertstelsekunden. Im zweiten Lauf fuhr Lange erneut Bestzeit und baute seinen Vorsprung aus. Martin Annen konnte sich mit der zweitbesten Zeit am Russen Subkow vorbeischieben und lag somit zum Ende des ersten Tages 0,13 Sekunden hinter dem deutschen Bob auf Platz 2. Am zweiten Tag verbesserte André Lange mit 54,80 s den Bahnrekord, so dass er mit einem soliden Polster von 0,24 Sekunden in den entscheidenden Durchgang ging. In diesem musste er sich zwar knapp dem russischen Bob geschlagen geben, der Vorsprung der ersten drei Läufe reichte aber schließlich, um den Olympiasieg einzufahren.

## Rekorde
Im ersten Lauf blieben gleich sieben Bobs unter dem bisherigen Bahnrekord, darunter auch der Schweizer Rekordhalter Martin Annen selbst. Der Bob von André Lange konnte dabei mit 55,2 Sekunden die beste Zeit setzen. Diese hatte auch im zweiten, insgesamt etwas langsameren Lauf Bestand. Der dritte Lauf war der schnellste Lauf des Wettbewerbs. Gleich acht Bobs unterboten die 55,2 Sekunden von Lange aus dem ersten Durchgang. Lange selbst blieb mit vier Zehntelsekunden am deutlichsten darunter und setzte erneut die Bestmarke.
Den Startrekord hielt vor dem Wettbewerb ebenfalls Martin Annen mit 4,68 Sekunden. Dieser Rekord hatte Bestand. Martin Annen selbst kam dieser Zeit am nächsten und verfehlte sie am zweiten Wettkampftag zweimal knapp um eine Hundertstelsekunde.
Übersicht der Verbesserungen des Bahnrekords während des Wettbewerbs:
| Datum       | Lauf | Bob                                                                   | Zeit    |
| ----------- | ---- | --------------------------------------------------------------------- | ------- |
| 24. Februar | 1    | Todd Hays, Pavle Jovanovic, Steve Mesler, Brock Kreitzburg            | 55,43 s |
| 24. Februar | 1    | Pierre Lueders, Ken Kotyk, Morgan Alexander, Lascelles Brown          | 55,34 s |
| 24. Februar | 1    | Alexander Subkow, Filipp Jegorow, Alexei Seliwerstow, Alexei Wojewoda | 55,22 s |
| 24. Februar | 1    | André Lange, René Hoppe, Kevin Kuske, Martin Putze                    | 55,20 s |
| 25. Februar | 3    | René Spies, Christoph Heyder, Enrico Kühn, Alexander Metzger          | 54,91 s |
| 25. Februar | 3    | André Lange, René Hoppe, Kevin Kuske, Martin Putze                    | 54,80 s |

## Ergebnisse
| Rang | #  | Nation             | Athleten                                                                   | Lauf 1   | Lauf 1 | Lauf 2   | Lauf 2 | Lauf 3   | Lauf 3 | Lauf 4        | Lauf 4        | Gesamt     | Gesamt      |
| Rang | #  | Nation             | Athleten                                                                   | Zeit (s) | Rang   | Zeit (s) | Rang   | Zeit (s) | Rang   | Zeit (s)      | Rang          | Zeit (min) | Defizit (s) |
| ---- | -- | ------------------ | -------------------------------------------------------------------------- | -------- | ------ | -------- | ------ | -------- | ------ | ------------- | ------------- | ---------- | ----------- |
| 1    | 8  | Deutschland        | André Lange René Hoppe Kevin Kuske Martin Putze                            | 55,20    | 1      | 55,30    | 1      | 54,80    | 1      | 55,12         | 2             | 3:40,42    | –           |
| 2    | 6  | Russland           | Alexander Subkow Filipp Jegorow Alexei Seliwerstow Alexei Wojewoda         | 55,22    | 2      | 55,45    | 4      | 54,87    | 2      | 55,01         | 1             | 3:40,55    | +0,13       |
| 3    | 9  | Schweiz            | Martin Annen Thomas Lamparter Beat Hefti Cédric Grand                      | 55,26    | 3      | 55,37    | 2      | 55,00    | 5      | 55,20         | 4             | 3:40,83    | +0,41       |
| 4    | 2  | Kanada             | Pierre Lueders Ken Kotyk Morgan Alexander Lascelles Brown                  | 55,34    | 4      | 55,43    | 3      | 54,95    | 4      | 55,20         | 4             | 3:40,92    | +0,50       |
| 5    | 10 | Deutschland        | René Spies Christoph Heyder Enrico Kühn Alexander Metzger                  | 55,47    | 7      | 55,48    | 5      | 54,91    | 3      | 55,18         | 3             | 3:41,04    | +0,62       |
| 6    | 4  | Vereinigte Staaten | Steven Holcomb Curtis Tomasevicz Bill Schuffenhauer Lorenzo Smith III      | 55,46    | 6      | 55,50    | 6      | 55,14    | 7      | 55,26         | 6             | 3:41,36    | +0,94       |
| 7    | 1  | Vereinigte Staaten | Todd Hays Pavle Jovanovic Steve Mesler Brock Kreitzburg                    | 55,43    | 5      | 55,56    | 7      | 55,04    | 6      | 55,41         | 10            | 3:41,44    | +1,02       |
| 8    | 5  | Schweiz            | Ivo Rüegg Andi Gees Roman Handschin Christian Aebli                        | 55,65    | 9      | 55,63    | 9      | 55,22    | 9      | 55,30         | 7             | 3:41,80    | +1,38       |
| 9    | 7  | Russland           | Jewgeni Popow Sergei Golubew Pjotr Makartschuk Dmitri Stjopuschkin         | 55,87    | 13     | 55,57    | 8      | 55,16    | 8      | 55,33         | 9             | 3:41,93    | +1,51       |
| 10   | 16 | Lettland           | Jānis Miņins Daumants Dreiškens Mārcis Rullis Jānis Ozols                  | 55,88    | 14     | 55,69    | 10     | 55,51    | 11     | 55,51         | 12            | 3:42,59    | +2,17       |
| 11   | 18 | Italien            | Fabrizio Tosini Luca Ottolino Giorgio Morbidelli Antonio De Sanctis        | 55,80    | 11     | 55,73    | 11     | 55,57    | 12     | 55,51         | 12            | 3:42,61    | +2,19       |
| 12   | 3  | Italien            | Simone Bertazzo Matteo Torchio Omar Sacco Samuele Romanini                 | 55,63    | 8      | 56,13    | 18     | 55,46    | 10     | 55,62         | 18            | 3:42,84    | +2,42       |
| 13   | 22 | Österreich         | Wolfgang Stampfer Klaus Seelos Jürgen Loacker Hans Peter Welz              | 55,77    | 10     | 55,83    | 13     | 55,73    | 15     | 55,53         | 15            | 3:42,86    | +2,44       |
| 14   | 15 | Tschechien         | Ivo Danilevič Jan Kobián Roman Gomola Radek Řechka                         | 55,92    | 16     | 55,83    | 13     | 55,66    | 13     | 55,56         | 16            | 3:42,97    | +2,55       |
| 15   | 11 | Polen              | Dawid Kupczyk Mariusz Latkowski Michał Zblewski Marcin Andrzej Płacheta    | 55,89    | 15     | 55,79    | 12     | 55,85    | 17     | 55,49         | 11            | 3:43,02    | +2,60       |
| 16   | 12 | Niederlande        | Arend Glas Vincent Kortbeek Sybren Jansma Arno Klaassen                    | 55,82    | 12     | 56,08    | 16     | 55,78    | 16     | 55,51         | 12            | 3:43,19    | +2,77       |
| 17   | 13 | Großbritannien     | Lee Johnston Martin Wright Karl Johnston Dan Humphries                     | 56,06    | 17     | 56,07    | 15     | 55,93    | 19     | 55,32         | 8             | 3:43,38    | +2,96       |
| 18   | 20 | Kanada             | Serge Despres David Bissett Nathan Cunningham Steve Larsen                 | 56,10    | 19     | 56,15    | 20     | 55,69    | 14     | 55,58         | 17            | 3:43,52    | +3,10       |
| 19   | 21 | Frankreich         | Bruno Mingeon Alexandre Vanhoutte Christophe Fouquet Pierre-Alain Menneron | 56,09    | 18     | 56,08    | 16     | 55,87    | 18     | 55,71         | 19            | 3:43,75    | +3,33       |
| 20   | 14 | Slowakei           | Milan Jagnešák Robert Krestanko Andrej Benda Victor Rajek                  | 56,29    | 20     | 56,13    | 19     | 56,26    | 21     | 55,98         | 20            | 3:44,66    | +4,24       |
| 21   | 23 | Lettland           | Mihails Arhipovs Reinis Rozītis Intars Dīcmanis Māris Bogdanovs            | 56,34    | 21     | 56,54    | 21     | 56,13    | 20     | ausgeschieden | ausgeschieden | 2:49,01    |             |
| 22   | 17 | Rumänien           | Nicolae Istrate Gabriel Popa Adrian Duminicel Ioan Dovalciuc               | 56,61    | 22     | 56,70    | 23     | 56,41    | 22     | ausgeschieden | ausgeschieden | 2:49,72    |             |
| 23   | 19 | Kroatien           | Ivan Šola Juraj Grabušić Alek Osmanović Slaven Krajačić                    | 56,67    | 23     | 56,57    | 22     | 56,51    | 24     | ausgeschieden | ausgeschieden | 2:49,75    |             |
| 24   | 25 | Ungarn             | Márton Gyulai Zsolt Kürtösi Tamás Margl Bertalan Pintér                    | 56,99    | 24     | 56,73    | 24     | 56,45    | 23     | ausgeschieden | ausgeschieden | 2:50,17    |             |
| 25   | 24 | Brasilien          | Ricardo Raschini Márcio Silva Claudinei da Silva Edson Bindilatti          | 60,31    | 25     | 58,51    | 25     | 60,12    | 25     | ausgeschieden | ausgeschieden | 2:58,94    |             |
|      | 26 | Australien         | Alan Henderson Aaron Orangi Steve Harrison Matthew Dallow                  | DNS      | DNS    | DNS      | DNS    | DNS      | DNS    | DNS           | DNS           | DNS        | DNS         |